# ویلیام فین
ویلیام فین (انگلیسی: William Finn; ۲۸ فوریهٔ ۱۹۵۲ – ۷ آوریل ۲۰۲۵) آهنگساز، ترانه‌پرداز، و ترانه‌سرا اهل ایالات متحده آمریکا بود. وی بین سال‌های ۱۹۷۱ تا ۲۰۱۸ میلادی فعالیت می‌کرد.